# Příluka
Příluka je obec v okrese Svitavy v Pardubickém kraji. Vesnice je rozložena v západní části Svitavské pahorkatiny, poblíž jejího pomezí se Železnými horami, zhruba jedenáct kilometrů západně od Litomyšle. Žije zde 173 obyvatel.
Dominantou Příluky je kaple Panny Marie Karmelské, charakter vesnice dotváří velké množství stromoví, především pak lipového.
Příluka je členem Sdružení obcí Toulovcovy Maštale a Mikroregionu Litomyšlsko.

## Název
Název se vyvinul ze staročeského Przeluca, posléze Proluka = přechod z návrší do údolí, později Příluka.

## Historie
První písemná zmínka o obci pochází z roku 1355.

### Exulanti
Stejně jako z mnoha jiných obcí (např. Dolní Újezd, Pustá Kamenice, aj.) odcházeli v době pobělohorské do exilu i nekatolíci z Příluky. Litomyšlské panství patřilo hraběti Václavovi Trauttmansdorffovi a na panství působil jezuita Musca z Hradce.

## Obyvatelstvo
| Rok            | 1869 | 1880 | 1890 | 1900 | 1910 | 1921 | 1930 | 1950 | 1961 | 1970 | 1980 | 1991 | 2001 | 2011 | 2021 |
| -------------- | ---- | ---- | ---- | ---- | ---- | ---- | ---- | ---- | ---- | ---- | ---- | ---- | ---- | ---- | ---- |
| Počet obyvatel | 340  | 354  | 323  | 319  | 346  | 332  | 320  | 224  | 223  | 207  | 195  | 176  | 162  | 179  | 158  |
| Počet domů     | 57   | 58   | 58   | 55   | 58   | 57   | 63   | 65   | 54   | 54   | 56   | 69   | 65   | 64   | 64   |

## Obecní správa
Mezi lety 1850–1902 Příluka patřila jako osada obce k Chotovicím v okrese Litomyšl. Od roku 1903 je obcí v okrese Litomyšl (1903–1950) a později v okrese Svitavy. Od 1. ledna 1966 do 31. března 1970 k obci patřila Suchá Lhota.

### Obecní symboly
Znak a vlajka byly obci uděleny rozhodnutím předsedy Poslanecké sněmovny Parlamentu České republiky dne 22. října 2008.

## Vybavenost
V Příluce se nachází hostinec, kulturní středisko, hřiště s kurtem s umělým povrchem, obecní úřad s knihovnou, hasičská zbrojnice, dvě autobusové zastávky a dva rybníky.

## Pamětihodnosti
- Barokní kaple Panny Marie Karmelské
- Pomník padlým s křížkem
- Soubor staveb lidové architektury
- Památný strom Lípa v Příluce, na severozápadním okraji vesnice

## Rodáci
- Jan Vostrčil, hudebník a příležitostný herec

## Galerie

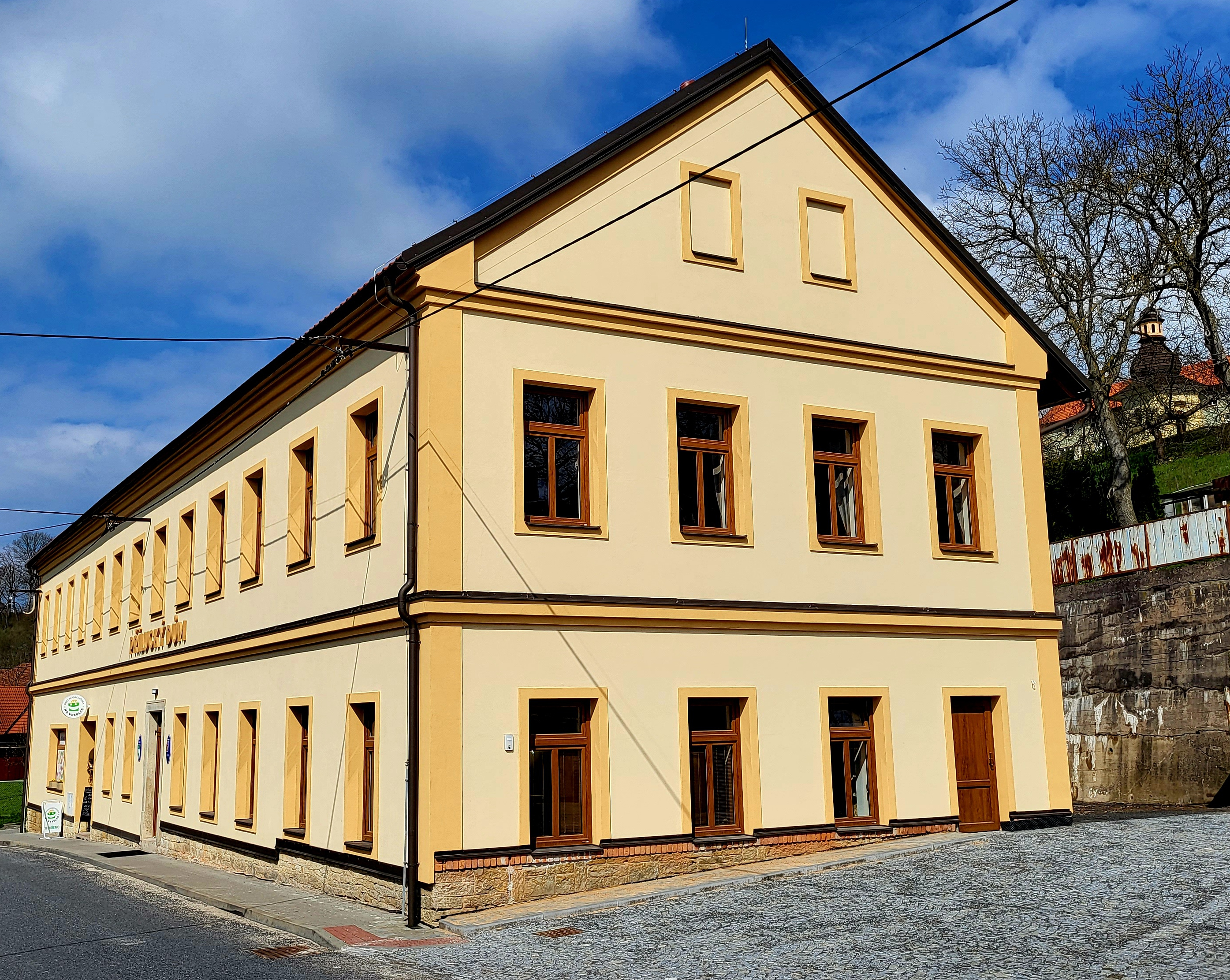
Přílucký dům s obecním úřadem, sálem, obecním obchůdkem na Veselce, a s dámským a panským kadeřnictvím.
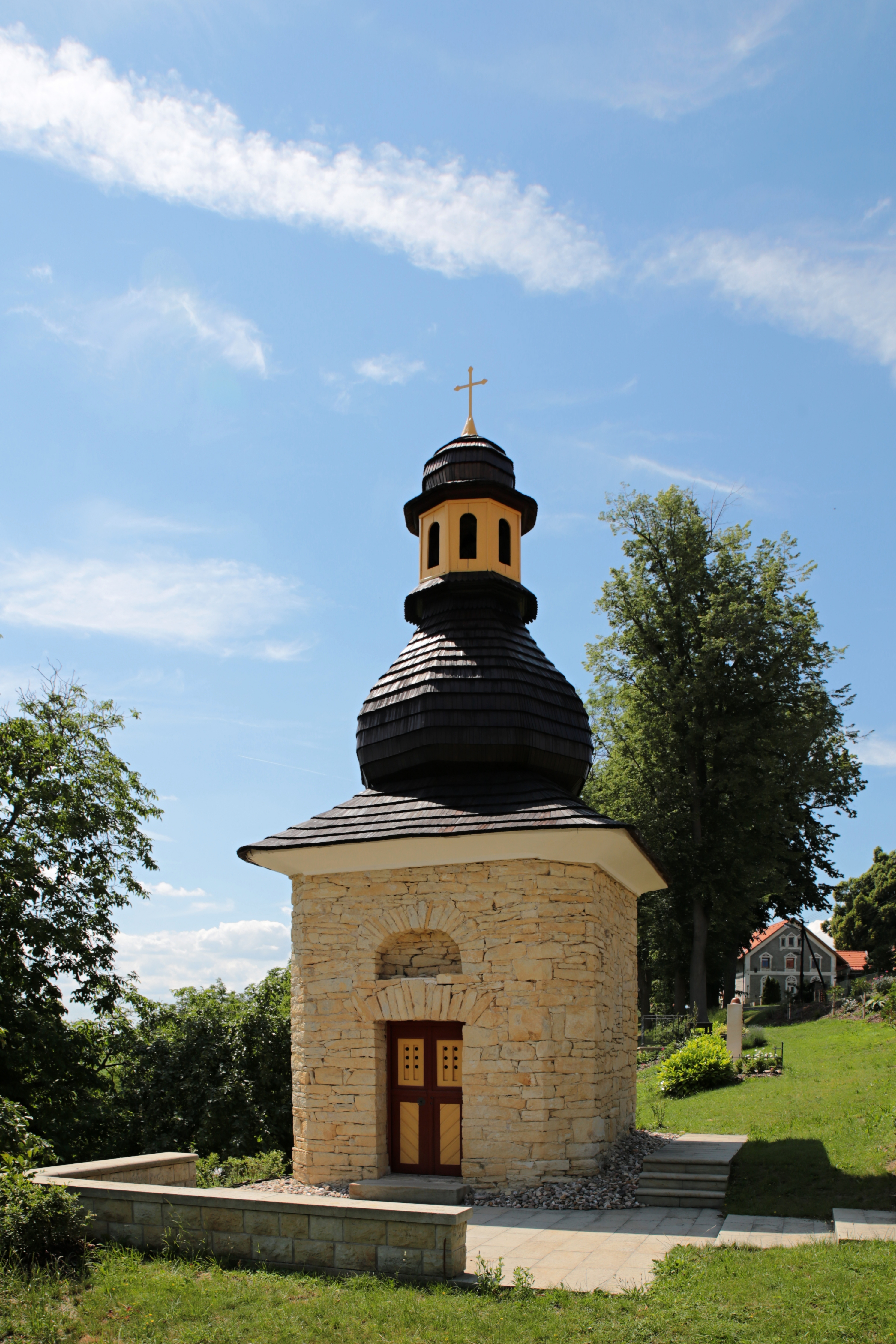
Kaple Panny Marie Karmelské
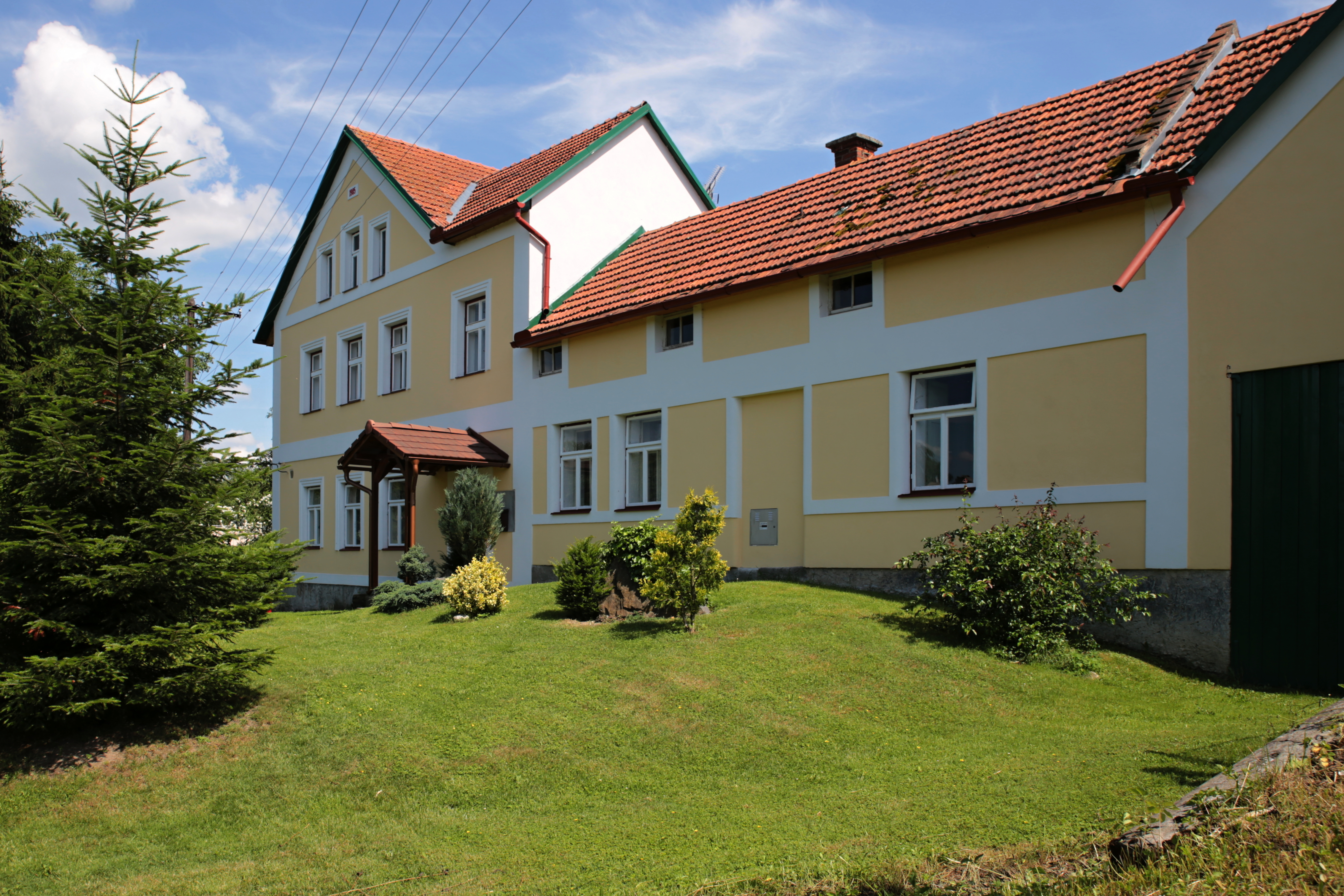
čp. 4
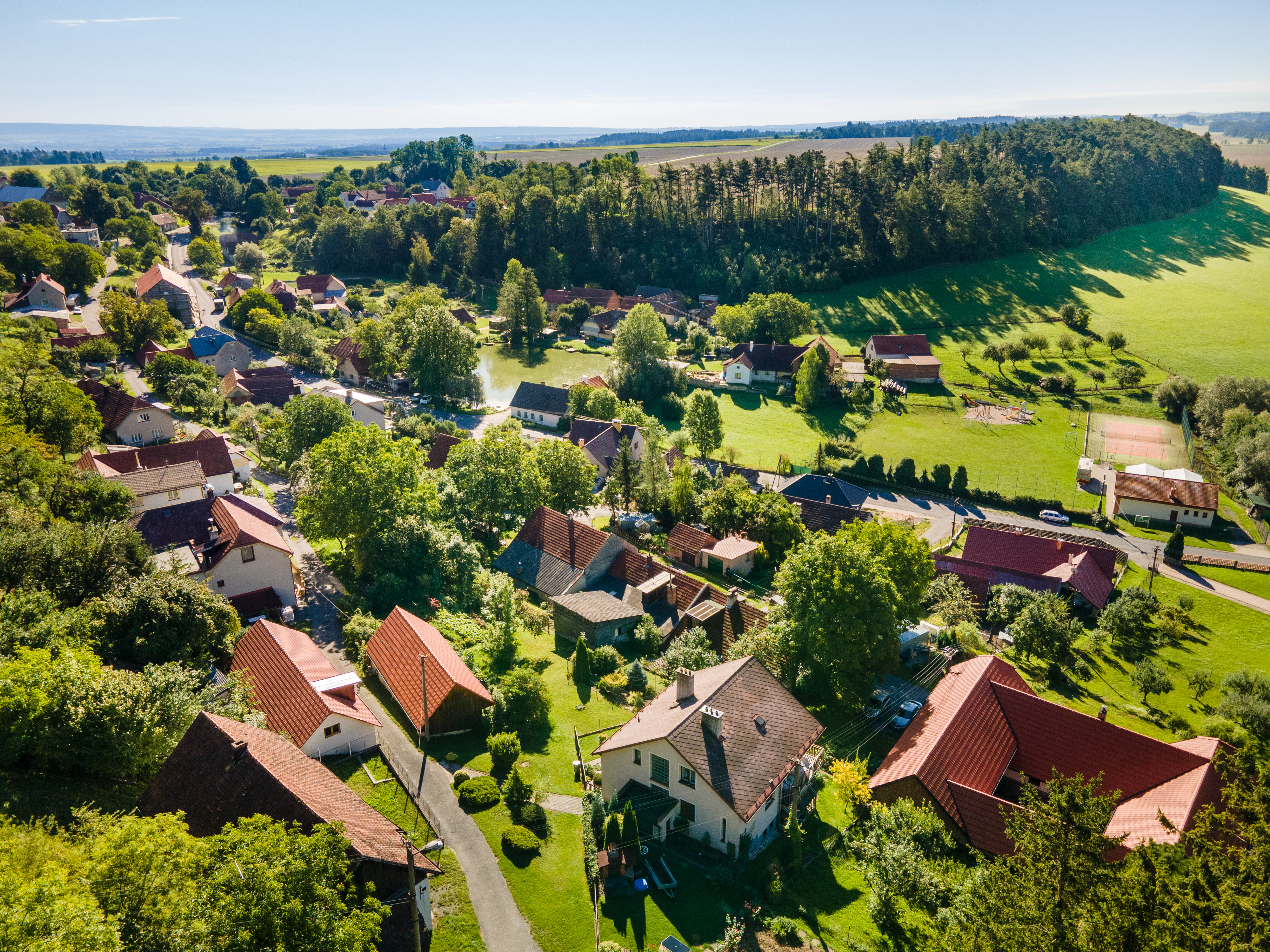
Západní pohled na Příluku
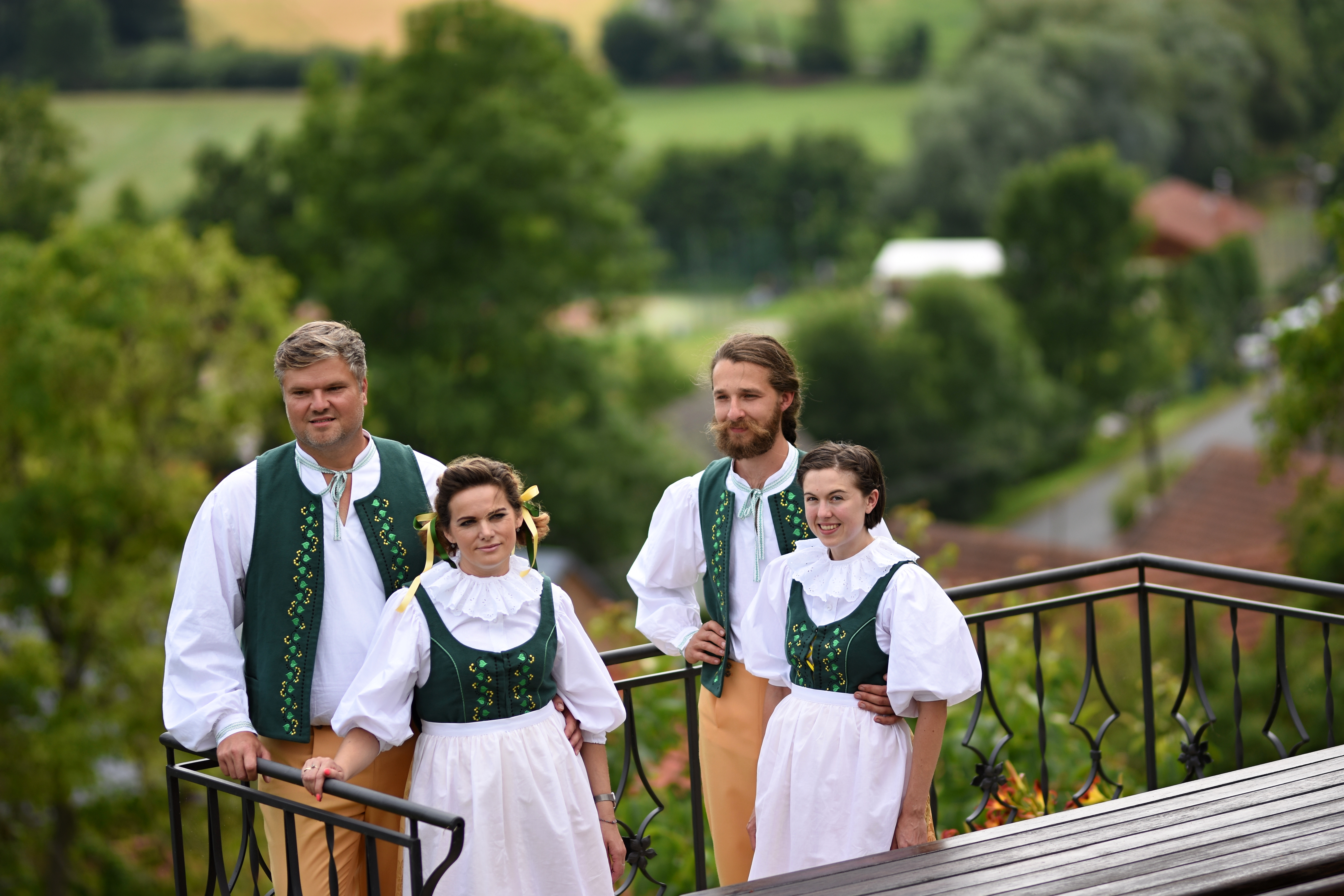
Přílucké kroje
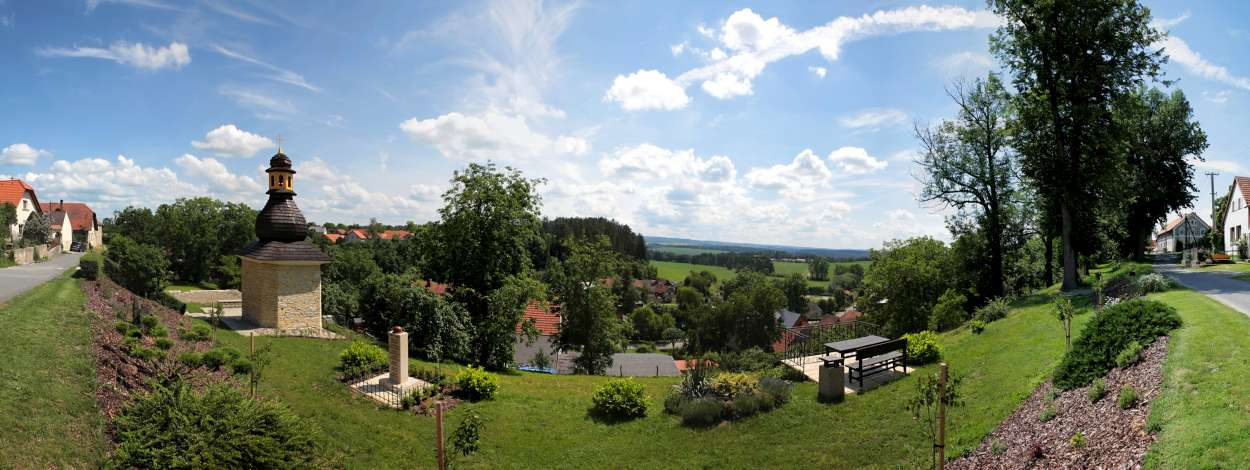
Vyhlídka u kaple
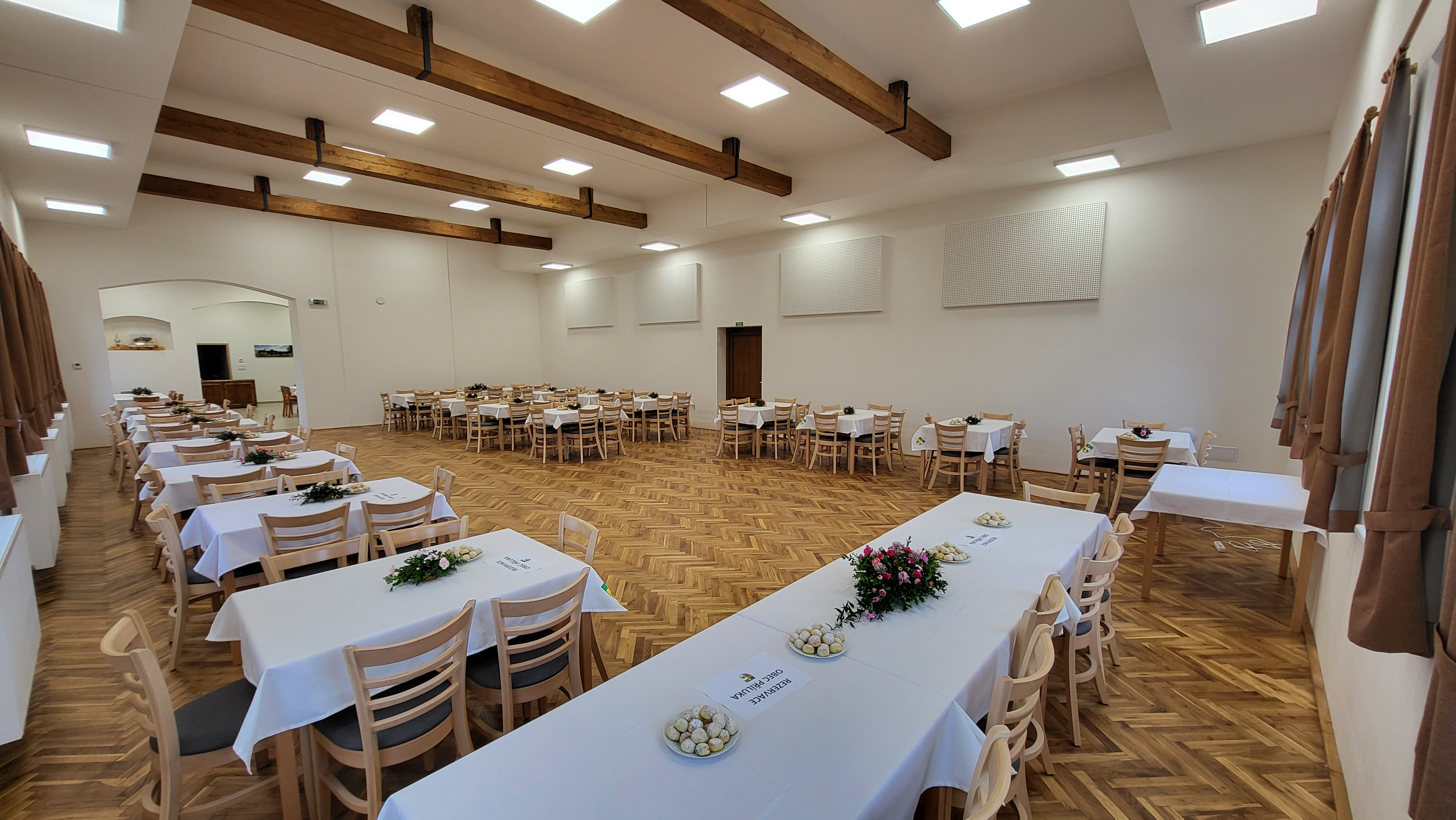
Přílucký sál pro 150 lidí
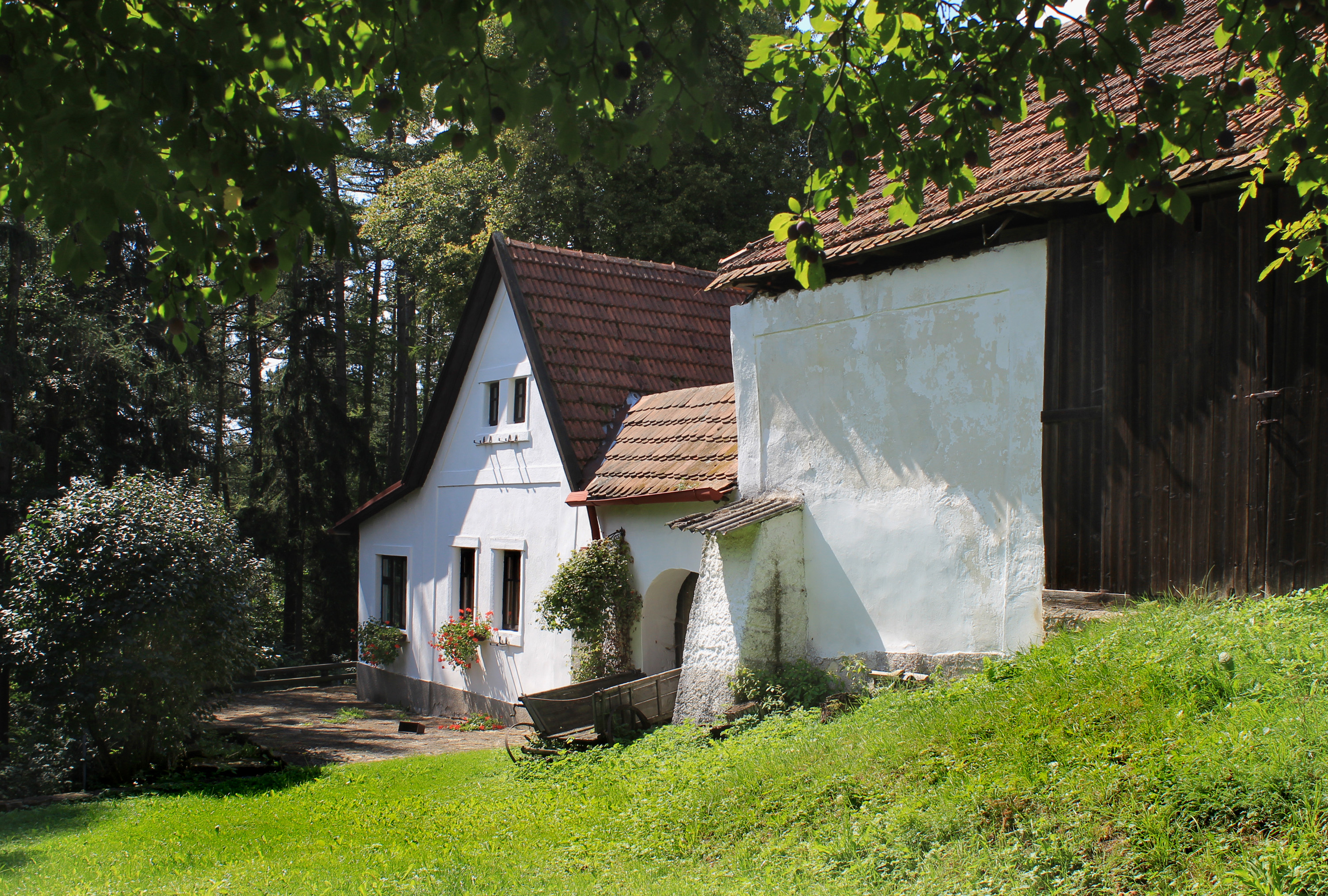
Opravený statek